# Парра, Эмоэ де ла
Эмоэ де ла Парра исп. Emoé de la Parra (16 июня 1951, Мехико, Мексика) — мексиканская актриса театра и кино и театральный режиссёр.

## Биография
Родилась 16 июня 1951 года в Мехико в семье сценариста и основателя одноимённой киностудии Гильермо де ла Парры и сценаристки Иоланды Варгас Дульче. В мексиканском кинематографе дебютировала в 1970 году и с тех пор снялась в 18 работах в кино и телесериалах. В мексиканском театре актриса сыграла ряд спектаклей. В 2009 году актриса получила театральную премию Марии Дуглас, учреждённую AMCT за лучшую роль в спектакле «Начальная любовь». Актриса работала также в области театральной режиссуры, поставив в 1993 году спектакль «Много времени», за что получила несколько премий UCTT. Актриса снялась в 18 работах — трёх фильмах и пятнадцати телесериалах, в большинстве из которых она снялась в оригинальных историях своей родной матери, которая всегда любила вставить свою дочь в сценарии.

## Фильмография

### Телесериалы
| Год       | Название телесериала               | Роль                                        |
| --------- | ---------------------------------- | ------------------------------------------- |
| 1970      | Перекрёсток                        |                                             |
| 1982      | Габриэль и Габриэла                | Росио                                       |
| 1985      | Хуана Ирис                         | Патрисия                                    |
| 1985-2007 | Женщина, случаи из реальной жизни  | Ампаро                                      |
| 1987      | Время любви                        | Инес                                        |
| 1989      | Просто Мария                       | Сеньора Куэвас#1, родная мама Педро Куэваса |
| 1994-95   | Полёт Орлицы                       |                                             |
| 1995      | Алондра                            | Кристина Лебланк                            |
| 1997      | Мария Исабель                      | Дебора Серрано                              |
| 2007      | 13 страхов                         | Элиса                                       |
| 2007-08   | Страсть                            | Мерседес Алмонте де Саламанка               |
| 2010      | Я твоя хозяйка                     | Нарда де Ампудия                            |
| 2021      | Жаркое пламя; С тобой, да          | Сусана; Донья Пура Перес                    |
| 2024      | Странное возвращение Дианы Саласар | Сестра Беатрис                              |

### Фильмы
| Год  | Название фильма   | Роль     |
| ---- | ----------------- | -------- |
| 2006 | Карнавал в Содоме | Ракель   |
| 2015 | Улица горечи      | Маргара  |
| 2018 | Дикость           | Психолог |

## Театральные работы
| Год | Название спектакля | Роль |
| --- | ------------------ | ---- |
|     |                    |      |

## Работы на ТВ
| Год | Название телепередачи | Статус участия в телепередаче |
| --- | --------------------- | ----------------------------- |
|     |                       |                               |